# Fasiq
 (juillet 2025).
Le contenu est difficilement compréhensible vu les erreurs de traduction, qui sont peut-être dues à l'utilisation d'un logiciel de traduction automatique.

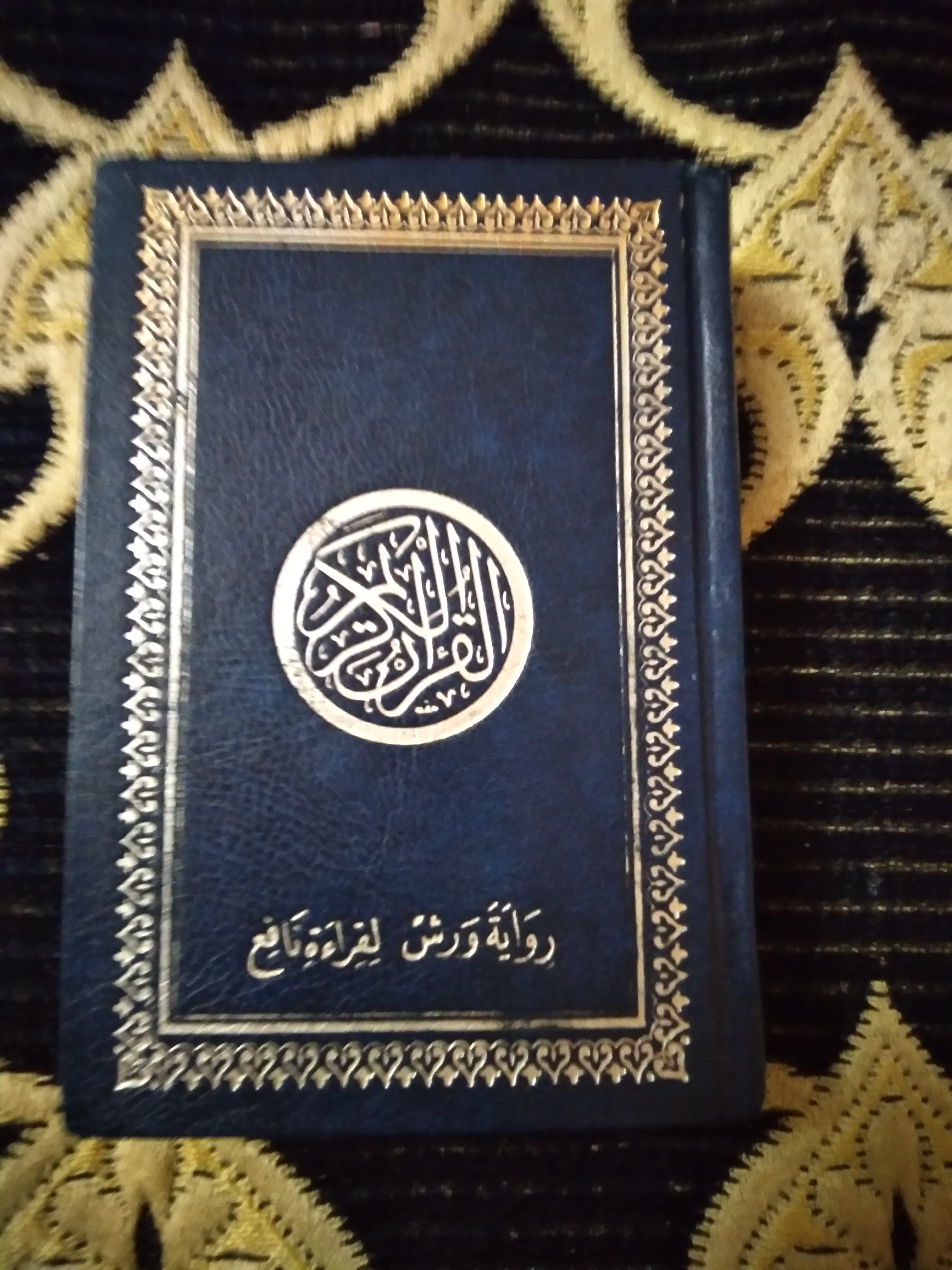
le Coran,le livre saint de l'islam

Fasiq (en arabe : فاسق fāsiq) est un terme arabe désignant une personne qui viole la loi islamique. Un fasiq étant considéré comme peu fiable, son témoignage n'est pas accepté par les tribunaux islamiques. Les termes fasiq et fisq sont parfois rendus comme "impie", "pécheur véniel", ou "dépravé".

## Origine
Fasiq est dérivé du terme fisq (en arabe : فسق), «rompre l'accord» ou «partir ou sortir».
Dans son utilisation coranique d'origine, le terme n'avait pas la signification spécifique d'un violateur des lois et était plus largement associé au kufr (incrédulité). Certains théologiens ont associé le comportement lié au fasiq aux ahl al-hawa (gens de caprice).

## Débat théologique
- Le juriste Wasil ibn Ata (700-748 CE) a déclaré qu'un fasiq restait membre de la société musulmane, conservant ainsi des droits à la vie et à la propriété bien qu'il ne puisse pas occuper une position religieuse. Cette opinion le mettait en désaccord avec les juristes mu'tazilites qui considéraient un fasiq comme un munafiq (hypocrite) et les Kharijites qui considéraient le fasiq comme un kafir.
- Pour les Kharijites, "la foi sans les œuvres" ne valait rien, donc celui qui professait l'islam mais qui avait péché était le fasiq, et donc un kafir [6].

## Applications
Parmi les termes utilisés en géopolitique, dans la période précédant la révolution iranienne de 1979, l'ayatollah Khomeiny a décrit le Shah d'Iran comme fasiq.